# شهرستان ایل
شهرستان ایل یک منطقهٔ مسکونی در سومالی است که در عیل واقع شده‌است. شهرستان ایل ۳۲٬۳۴۵ نفر جمعیت دارد.